# Adiantum pectinatum
Adiantum pectinatum är en kantbräkenväxtart som beskrevs av Kze. Adiantum pectinatum ingår i släktet Adiantum och familjen Pteridaceae. Inga underarter finns listade.